# Емцев, Михаил Тихонович
Михаил Тихонович Емцев (3 июня 1930, Херсон — 25 августа 2003, Москва) — советский и российский писатель-фантаст, прозаик.

## Биография
Родился в семье учителей. Окончил Московский институт тонкой химической технологии им. М.В. Ломоносова в 1953. Химик-органик по специальности. Работал в Институте горючих ископаемых АН СССР. Член СП СССР с 1967. Брат Бориса Тихоновича Емцева, гидромеханика, доктора технических наук, и  Всеволода Тихоновича Емцева, микробиолога, доктора биологических наук, академика РАЕН, зять Леонида Михайловича Сапожникова, советского химика, члена-корреспондента АН СССР.
Писал научную фантастику в соавторстве с Еремеем Парновым, но в начале 1970-х их тандем распался. Сольные книги Михаила Емцева — «Поле новых надежд», «Бог после шести» — не вызвали большого читательского энтузиазма. Для фантаста это был период богоискательства и правозащитной деятельности. Емцев подружился с Юрием Домбровским, входил в редколлегию самиздатского журнала «Поиски».
Похоронен в Москве на Востряковском кладбище.

## Книги
- Падение сверхновой: Науч.-фантастич. рассказы / М. Т. Емцев, Е. И. Парнов. — Москва: Знание, 1964. — 152 с.
- Последнее путешествие полковника Фосетта: Фантастико-приключенческие рассказы / М. Т. Емцев, Е. И. Парнов; [Ил.: И. Огурцов]. — [Москва]: Мол. гвардия, 1965. — 223 с. — (Фантастика. Приключения. Путешествия)
- Море Дирака: Фантаст. роман / М. Т. Емцев, Е. И. Парнов; [Ил.: Г. Перкель]. — [Москва]: [Мол. гвардия], [1967]. — 460 с. — (Фантастика. Приключения. Путешествия)
- Клочья тьмы на игле времени: Фантаст. роман / М. Т. Емцев, Е. И. Парнов; [Ил.: Г. Перкель]. — [Москва]: [Мол. гвардия], [1970]. — 381 с. — (Б-ка советской фантастики)
- Душа мира: Избранное / Сост. и вступ. ст. Г. А. Анисимова. — М.: Союз-Дизайн, 2004. — 608 с. — ISBN 5-900230-41-4